# Kirgizistans socialdemokratiska parti
Kirgizistans socialdemokratiska parti (SPDK; ryska: демократическая партия Кыргызстана, СДПК) var ett socialdemokratiskt politiskt parti i Kirgizistan. Partiet bildades den 1 oktober 1993 och registrerades 16 december 1994. Partiet upplöstes 2020.
Abdygany Erkebajev valdes då till partiledare. Han och hans anhängare registrerade partiet hos valmyndigheterna den 16 december 1994. 
Den 30 juli 1999 valdes Almazbek Atambajev till ny partiledare. 
Den 20 maj 2004 gick partiet med i valalliansen För rättvisa val och i oktober samma år gick det större El-partiet upp i Kirgizistans socialdemokratiska parti. 
Partiet spelade en aktiv roll i tulpanrevolutionen och var medarrangör av stora opinionsmöten i Bisjkek i april och november 2006. 
I mars 2007 blev partiledaren Atambajev premiärminister.
Presidenten upplöste då parlamentet och utlyste nyval, som genomfördes den 16 december 2007.
I detta val fick partiet endast omkring 5 % av rösterna och blev därmed landets tredje största parti.

Partiet upplöstes 2020 till Birimbik som tillhörde tidigare president Sooronbay Jeenbekov-falangen och Socialdemokraterna som tillhörde tidigare president Almazbek Atambajev-falangen.